# 탁록 전투
탁록 전투(涿鹿之戰)는 치우와 황제 헌원 간의 전투이다.

## 참고 문헌
- 사마천 (기원전1~2세기). 〈권제1 오제본기(五帝本紀) / (漢文本)〉. 《사기》.